# Achille Giovanni Cagna

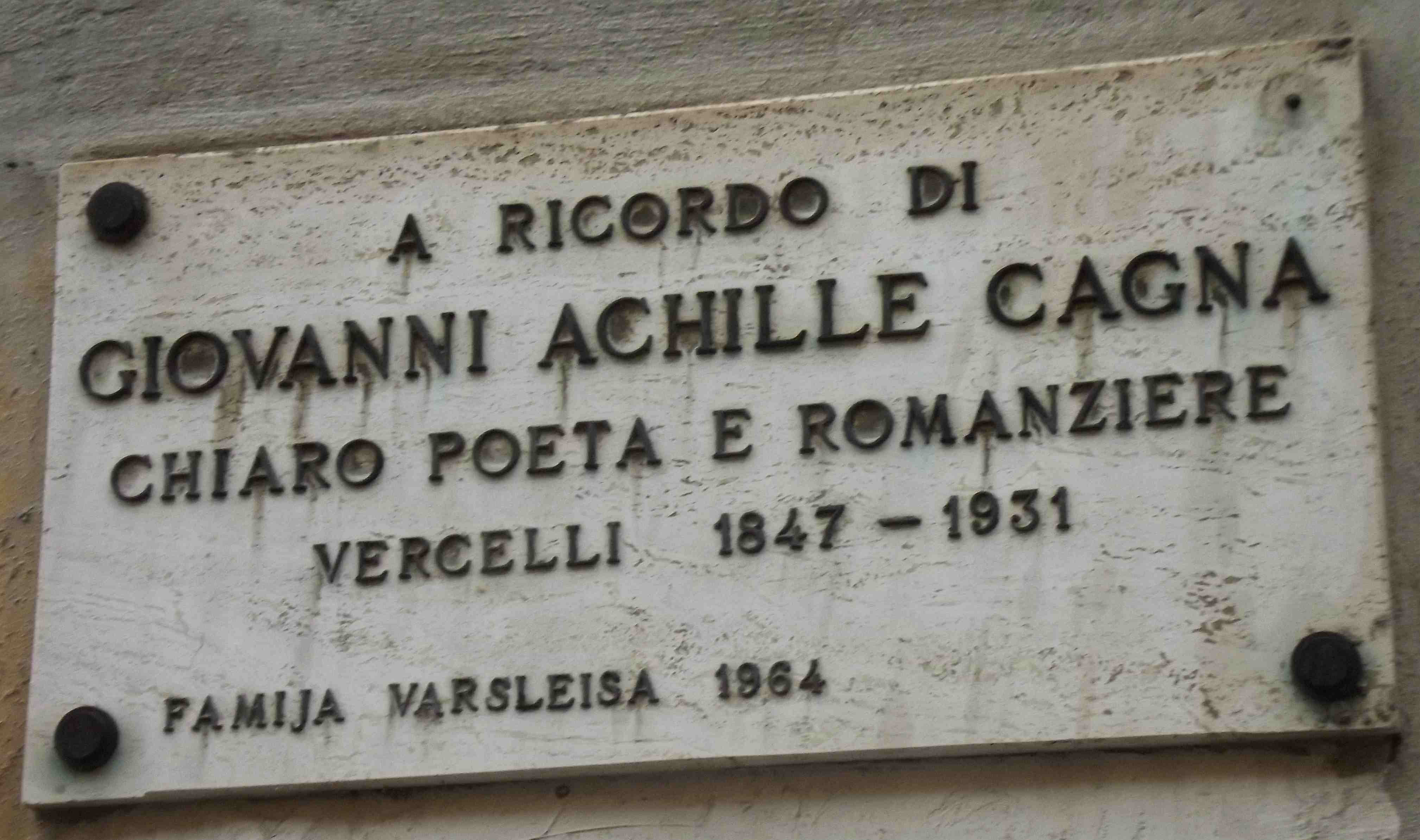
Vercelli: lapide in memoria dello scrittore

Achille Giovanni Cagna (Vercelli, 8 settembre 1847 – Vercelli, 23 febbraio 1931) è stato uno scrittore italiano.

## Biografia
Nacque in una umile famiglia e dopo l'espulsione dalla scuola tecnica iniziò a lavorare assieme al padre stipettaio. La sua passione per la letteratura sbocciò tardivamente e lo scrittore seguì il tipico percorso dell'autodidatta, aiutato da alcune amicizie particolarmente influenti, come quella di Giuseppe Cesare Abba, Edmondo De Amicis e soprattutto Giovanni Faldella. 
I suoi esordi, Falene dell'amore e Un bel sogno (1871) furono però ispirati da autori come Medoro Savini e Antonio Ghislanzoni, vista l'impronta sentimentale portata alle descrizioni commoventi e patetiche emersa nei due racconti. Della sua produzione narrativa si ricordano: Provinciali (1886), Alpinisti ciabattoni (1888), La rivincita dell'amore (1891), Contrada dei gatti (1924) ed altre ancora. Con la pubblicazione di Provinciali apparve più chiaro l'influsso faldelliano. In questo libro, lo scrittore focalizzò la sua minuta attenzione sulla vita di provincia, caratterizzandosi per l'affresco del contesto cittadino visto dalla sua angolazione particolare, espresso grazie al gusto delle impressioni e di un linguaggio colorito impreziosito da invenzioni lessicali talvolta tendenti alla crudezza.
Nelle sue opere viene vivacemente rappresentata la vita di un certo mondo piccolo-borghese. Dall'amico Giovanni Faldella gli deriva una ricerca stilistico-linguistica in chiave espressionistica. Quello che è considerato il suo capolavoro: Alpinisti Ciabattoni, venne rivalutato da Croce, Gobetti e Contini, soprattutto per le sue innovazioni linguistiche, che seguirono il percorso creativo aperto da i Provinciali estendendolo dal punto di vista dell'ispirazione. Il libro narra le disavventure di una coppia di commercianti in vacanza.
In La rivincita dell'amore la dimensione letteraria di Cagna si arricchì delle derivazioni e delle sfumature realistiche.
Lo scrittore si cimentò in varie opere teatrali e pubblicò anche due volumi di versi.

## Opere
- Maria ovvero Così cammina il mondo. Dramma in quattro atti, Milano, Carlo Barbini, 1869.
- Tempesta sui fiori. Bozzetti sociali, Milano, Carlo Barbini, 1870.
- Un bel sogno. Romanzo, Milano, Carlo Barbini, 1871.
- In società. Commedia in 4 atti, Milano, Carlo Barbini, 1872.
- Don Luigi da Toledo. Melodramma in 3 atti, musica di Giovanni Cerioni, versi di A.G. Cagna, Vercelli, Tipografia Guglielmoni, 1874.
- Povera cetra. Poesie varie, Milano, Carlo Barbini, 1874.
- Serenate. Versi, Milano, Carlo Barbini, 1875.
- Falene dell'amore, Milano, Galli e Omodei, 1878.
- Noviziato di sposa, Milano, Giuseppe Galli, 1881.
- Vecchia ruggine. Commedia in due atti, Milano, Carlo Barbini, 1884.
- Spartaco. Dramma in 5 atti, Milano, Carlo Barbini, 1885.
- Provinciali, Milano, Giuseppe Galli, 1886. Nuova ed.: Roma, Edizioni di storia e letteratura, 2013. ISBN 978-88-6372-529-2.
- Alpinisti ciabattoni, seconda edizione, Milano, Giuseppe Galli, 1888. Nuova ed.: Roma, Elliot, 2013. ISBN 978-88-6192-386-7.
- Presso la culla. Commedia in un atto, Milano, Tip. Edoardo Sonzogno Edit., 1888.
- La rivincita dell'amore, Milano, Giuseppe Galli, 1891. Nuova ed.: Roma, Edizioni di storia e letteratura, 2013. ISBN 978-88-6372-525-4.
- Scena ultima. Bozzetto drammatico, Bergamo, Stab. Tip. Lit. Bolis, 1891.
- Le tentazioni di sor Fiorenzo. Commedia in due atti, Napoli, S. De Angelis, 1892.
- Quando amore spira. Romanzo, Milano, Casa editrice Galli di C. Chiesa e F. Guindani, 1894.
- A volo, Milano, Libreria editrice lombarda, 1905.
- I mendicanti, Milano, A. Barion, 1922.
- Lei voi tu; Vince chi... torna; Presso la culla. Commedie di un atto, Milano, Barion, 1923.
- Contrada dei Gatti. Proiezioni, Milano, A. Barion, 1924.
- L'uomo, lo scrittore. Note e Saggi biografici, Sesto S. Giovanni-Milano, A. Barion, 1926.
- Moscheide, Torino: A. Formica, 1929.
- Lo snob, a cura di Francesco Acquadro, presentazione di Giuseppe Zaccaria, Novara, Interlinea edizioni, 2003
- Un incontro scapigliato. Carteggio 1876-1927, con Giovanni Faldella, Novara, Interlinea edizioni, 2008.